# Чеченці в Казахстані
Чеченці в Казахстані — чеченська діаспора, що з'явилася в Казахстані в результаті депортації чеченців та інгушів у 1944 році. Станом на початок 2017 року, за даними Комітету зі статистики міністерства національної економіки Казахстану, її чисельність становить 32 894 особи (за даними сайту joshuaproject.net — 38 тисяч).

## Історія
Згідно з переписом 1926 року, в Казахстані проживало три чеченці: два в Семипалатинській губернії і один в Сирдар'їнській.

### Депортація
В результаті депортації, за різними оцінками, від 500 до 650 тисяч чеченців та інгушів опинилися в Казахській та Киргизькій РСР. У ході виселення і в перші роки після нього загинули приблизно 100 тисяч чеченців і 23 тисяч інгушів (приблизно кожен четвертий з обох народів). За оцінками Д. Едієва, втрати від депортації склали 125 477 чеченців (30,76 % від числа депортованих) та 20 284 інгуші (21,27 %). Лише 1949 року зниження чисельності вайнахів припинилося. Чеченці та інгуші були розселені по 16 областях Казахстану та п'яти областях Киргизії. Ще кілька сотень людей були депортовані в Узбекистан, Таджикистан і РРФСР.

### Реабілітація
Указами Президій Верховної Ради СРСР та РРФСР 9 січня 1957 року Чечено-Інгушська АРСР була відновлена. Вайнахи почали масово повертатися на свою історичну батьківщину. До 1963 з 524 тисяч осіб до Чечено-Інгушетії повернулося 468 тисяч. Частина чеченців та інгушів постійно мігрувала на Кавказ і назад через те, що їх повної реабілітації в СРСР так і не відбулося.

### Подальші події
У жовтні — листопаді 1992 року стався осетино-інгуський конфлікт. Потім були Перша і Друга чеченські війни. Ці події сприяли припливу чеченців та інгушів до Казахстану.

## Динаміка чисельності
| Рік         | 1970   | 1979   | 1989   | 1999   | 2009   | 2017   |
| Чисельність | 14 266 | 15 947 | 20 930 | 16 115 | 31 431 | 32 894 |

### Переписи населення
Чисельність і частка чеченців за даними перепису населення за ці роки, за областями та містами республіканського значення:
|                               | Чисельність | Чисельність | Чисельність | Чисельність | Чисельність | Доля (в %) | Доля (в %) | Доля (в %) | Доля (в %) | Доля (в %) |
| 1970                          | 1979        | 1989        | 1999        | 2009        | 1970        | 1979       | 1989       | 1999       | 2009       |            |
| Казахстан                     | 34 540      | 38 256      | 49 053      | 31 799      | 31 431      | 0.26       | 0.26       | 0.30       | 0.21       | 0.19       |
| ----------------------------- | ----------- | ----------- | ----------- | ----------- | ----------- | ---------- | ---------- | ---------- | ---------- | ---------- |
| Акмолинська область           | 2 471       | 2 628       | 4 181       | 3 149       | 3 136       | 0.25       | 0.26       | 0.39       | 0.37       | 0.42       |
| Актюбінська область           | 1 192       | 2 222       | 3 335       | 1 379       | 1 287       | 0.21       | 0.35       | 0.45       | 0.20       | 0.16       |
| Алмаати                       | 1 480       | 1 701       | 2 194       | 2 304       | 2 182       | 0.19       | 0.17       | 0.20       | 0.20       | 0.15       |
| Алматинська область           | 8 072       | 8 448       | 9 304       | 6 091       | 5 891       | 0.63       | 0.58       | 0.56       | 0.39       | 0.32       |
| Нур-Султан                    | 231         | 388         | 514         | 752         | 951         | 0.12       | 0.16       | 0.18       | 0.23       | 0.15       |
| Атирауська область            | 157         | 316         | 578         | 112         | 164         | 0.04       | 0.08       | 0.13       | 0.02       | 0.03       |
| Східноказахстанська область   | 3 641       | 2 748       | 2 790       | 1 690       | 1 651       | 0.23       | 0.16       | 0.15       | 0.11       | 0.11       |
| Жамбильська область           | 4 038       | 3 692       | 3 881       | 2 438       | 2 320       | 0.50       | 0.39       | 0.37       | 0.24       | 0.22       |
| Західноказахстанська область  | 235         | 1 012       | 1 303       | 714         | 579         | 0.04       | 0.17       | 0.20       | 0.11       | 0.09       |
| Карагандинська область        | 4 055       | 4 405       | 5 997       | 4 660       | 5 099       | 0.25       | 0.25       | 0.34       | 0.33       | 0.38       |
| Костанайська область          | 1 121       | 1 326       | 2 955       | 2 167       | 1 933       | 0.11       | 0.12       | 0.24       | 0.21       | 0.21       |
| Кизилординська область        | 1 846       | 1 748       | 1 475       | 742         | 814         | 0.37       | 0.31       | 0.25       | 0.12       | 0.11       |
| Мангистауська область         | 880         | 2 575       | 4 056       | 655         | 595         | 0.55       | 1.03       | 1.25       | 0.20       | 0.12       |
| Павлодарська область          | 1 394       | 1 298       | 1 945       | 1 767       | 1 710       | 0.19       | 0.16       | 0.20       | 0.21       | 0.23       |
| Північноказахстанська область | 332         | 328         | 972         | 919         | 654         | 0.03       | 0.03       | 0.10       | 0.12       | 0.10       |
| Туркестанська область         | 3 395       | 3 421       | 3 573       | 2 260       | 2 465       | 0.26       | 0.21       | 0.19       | 0.11       | 0.09       |

## Нинішній стан
1989 року в Алма-Аті з'явився чечено-інгушський національно-культурний центр. У 1995 році він був перереєстрований як Асоціація розвитку культури чеченського та інгушського народів «Вайнах» із роздільними чеченським та інгушським правліннями та співголовами. До її складу входять національно-культурні об'єднання чеченців та інгушів усіх обласних центрів Казахстану.
Першими співголовами асоціації «Вайнах» були обрані доктор філософських наук, професор А. Яндаров та доктор геолого-мінеральних наук, професор, академік Національної академії наук Казахстану С. Оздоєв. У 1997 році співголовою асоціації замість А. Яндарова було обрано віце-президента Всесвітнього чеченського конгресу А. Мурадова. Асоціація «Вайнах» у 1995 році була включена до Асамблеї народів Казахстану, а її керівники стали членами Ради Асамблеї.
Після початку бойових дій у Чечні Асоціацією було проведено велику роботу з облаштування своїх одноплемінників, що втекли від війни. Асоціація надає допомогу членам діаспори та біженцям, що потребують, вирішує питання розміщення біженців та їх реєстрації в правоохоронних органах. З 1998 в Алма-Аті функціонує інгушська недільна школа. Чеченські та інгуські бізнесмени регулярно надають Асоціації фінансову допомогу.
Представники діаспори живуть у центральних, східних та південних районах Казахстану.

## Відомі представники діаспори[24]
- Султан Байсултанов (1947—2012) — радянський і Казахстанський оперний співак, Народний артист Казахстану і Чечено-Інгушської АРСР[25].
- Садо Бациєв  - Казахстанський гімнаст, майстер спорту Казахстану міжнародного класу, абсолютний чемпіон світу серед юніорів, бронзовий призер чемпіонату Азії[26][27].
- Ахмет Мурадов (1951) — Казахстанський політик, співголова Асоціації чеченців та інгушів Казахстану « Вайнах», член ради Асамблеї народу Казахстану, член Комітету з питань екології та природокористування Мажиліса Парламенту Республіки Казахстан[28].
- Ахмет Сапаров (1926—2002) — старший чабан радгоспу імені Калініна Ленгерского району Чимкентської області Казахської РСР, Герой Соціалістичної Праці[29].
- Андарбек Яндаров (1937—2011) — вчений, громадський і політичний діяч, професор, доктор філософських наук, заступник голови Верховної Ради Чечено-Інгушської АРСР. Один з двох перших співголів асоціації «Вайнах»[30].